# Allister Carter
Allister ("Ali") Carter (* 25. červenec 1979, Colchester, Anglie) je od roku 1996 profesionální hráč snookeru. Nejvyššího breaku 147 dosáhl na mistrovství světa ve snookeru v roce 2008. V roce 2008 a 2012 byl ve finále mistrovství světa. Má tituly z tří bodovaných turnajů - Welsh Open 2009, Shanghai Masters 2010 a German Masters 2013.

## Kariéra

### Profesionál

#### První roky 1996-2006
Allister Carter vstoupil na profesionální dráhu v roce 1996 a v roce 1999 se dostavil první úspěch, když se probojoval do semifinále Grand Prix. O měsíc později pak vyhrál nebodovaný turnaj Benson & Hedges Championship. Ve finále porazil Simona Bedfora 9-4. Toto vítězství mu zajistilo účast na Masters v roce 2000. Ali prohrál v last 16 s Kenem Dohertym 6-0 .
V roce 2001 se probojoval do čtvrtfinále bodovaného turnaje British Open, kde prohrál s Graeme Dottem 5-3.
V sezóně 2002/2003 bylo jeho nejlepším výsledkem čtvrtfinále na British Open, kde prohrál s Markem Williamsem 5-1 a na Scottish Open, kde prohrál s Markem Selbym 3-5.
V sezóně 2003/2004 se Carterovi podařilo probojovat do čtvrtfinále LG Cup s Markem Williamsem, kde Williams zvítězil 5-3. Ali se dostal do last 16 na UK Championship 2003 se Stephenem Hendrym, které Hendry vyhrál 9-8.
V sezóně 2004/2005 Ali došel do čtvrtfinále UK Championship, kde prohrál s Joem Perrym 9-7. Na mistrovství světa skončil v last 16 s Ronniem O'Sullivanem, který ho porazil 13-7.
V sezóně 2005/2006 byl ve čtvrtfinále UK Championship, kde prohrál se Stephenem Hendrym 9-7.

#### Sezóna 2006/2007
Carter se dostal na Northern Ireland Trophy do last 32, kde ho Mark Selby porazil 5-2. Na Masters se probojoval do last 16 s Ronniem O'Sullivanem  a prohrál 6-1. Byl také v semifinále Matla Cupu, kde ho zastavil Shaun Murphy 6-3, ve čtvrtfinále Welsh Open, kde nad ním zvítězil 5-1 Andrew Higginson a skončil v last 16 na China Open s Ronniem O'Sullivanem 5-4. Probojoval na World Championship 2007 do čtvrtfinále, kde ho na cestě za titulem zastavil Mark Selby, když vyhrál rozhodující frame a zápas skončil 13-12.

#### Sezóna 2007/2008

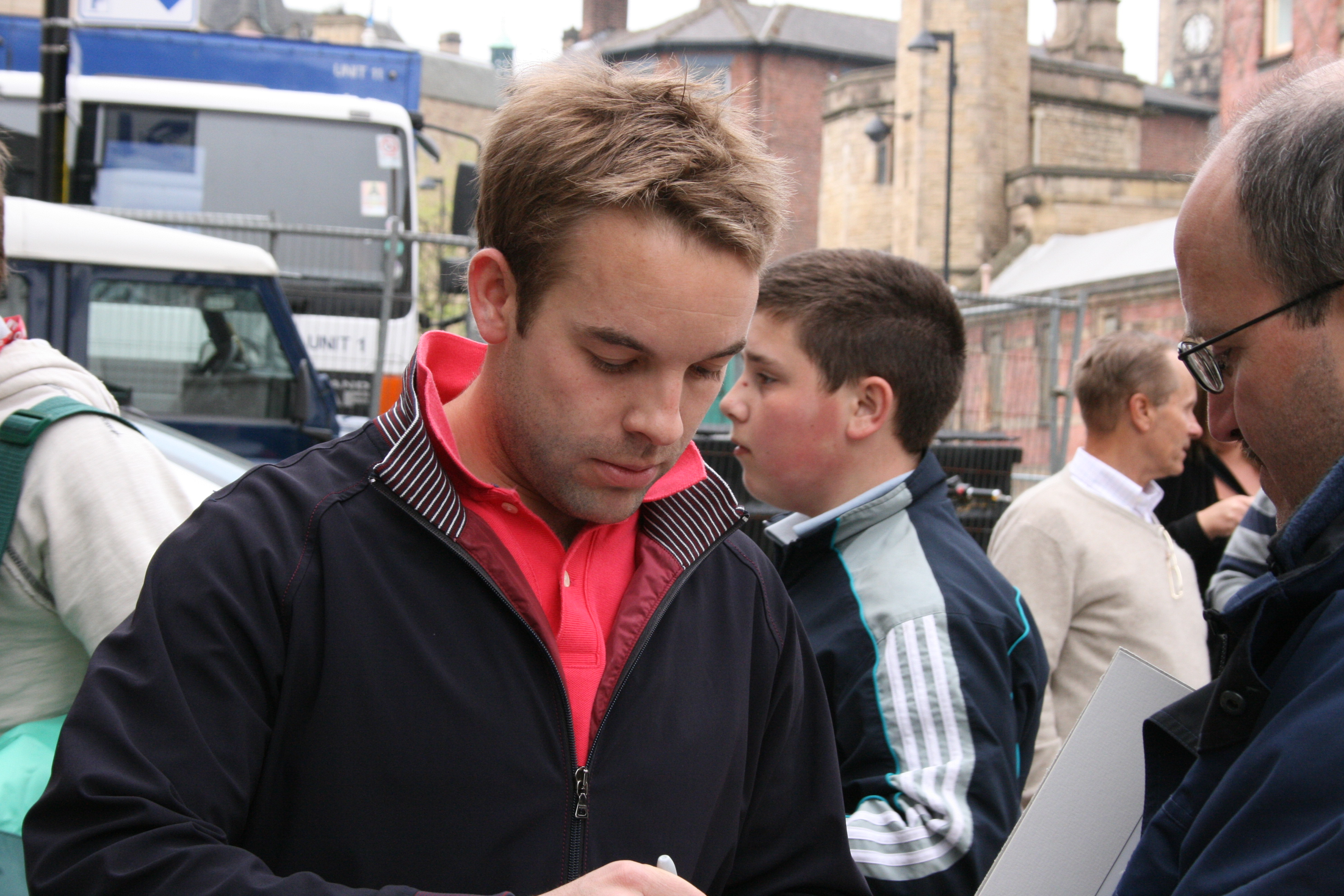
Ali Carter v Sheffieldu v roce 2007

Ali se dostal do čtvrtfinále Welsh Open 2008 Ronniem O'Sullivanem, kde prohrál 5-4. Na World Championship 2008 se Alimu podařil maximální break 147 ve čtvrtfinálovém zápase s Peterem Ebdonem, obdržel však pouze 78.500 liber, což byla polovina, neboť se o prémii dělil s Ronniem O'Sullivanem, který nejvyšší break na šampionátu nastřílel o den dříve. Ali Carter se pak s ním setkal ve finále, kde nad ním Ronnie O'Sullivan zvítězil 18-8. Nicméně Carterovi tento úspěch zajistil poprvé vstup mezi top 16 a skončil na 8. místě ve světovém žebříčku. V květnu vyhrál Ali svůj druhý nebodovaný turnaj Huangshan Cup v Číně, když ve finále zvítězil nad Marcem Fu 5-3.

#### Sezóna 2008/2009
Tato sezóna přinesla Ali Carterovi další úspěch. Dosáhl tří semifinále. Na Northern Ireland Trophy prohrál s Ronniem O'Sullivanem 6-5. Na Grand Prix prohrál s Ryanem Dayem 6-5 a na UK Championship ho vyřadil Marco Fu 9-7. Na Masters postoupil do čtvrtfinále, kde prohrál s Ronniem O'Sullivanem 6-2. Velký zlom přišel na Welsh Open, protože to byl pro Aliho první bodovaný turnaj, který vyhrál. Probojoval se do finále a porazil Joe Swaila 9-5. Na mistrovství světa skončil v last 16, kde ho vyřadil Neil Robertson 13-8.

#### Sezóna 2009/2010
Carter se dostal do čtvrtfinále UK Championship, kde prohrál s Dingem Junhui 9-8 a probojoval se opět do finále Welsh Open, avšak prohrál s Johnem Higginsem 9-4. China Open znamenala pro Cartera semifinále, kde prohrál s Markem Williamsem 6-4. Na World Championship došel do semifinále, kde byl jeho soupeřem Neil Robertson. Australský profesionál postoupil do finále výhrou 17-12. Ali skončil sezónu na 4. místě světového žebříčku.

#### Sezóna 2010/2011

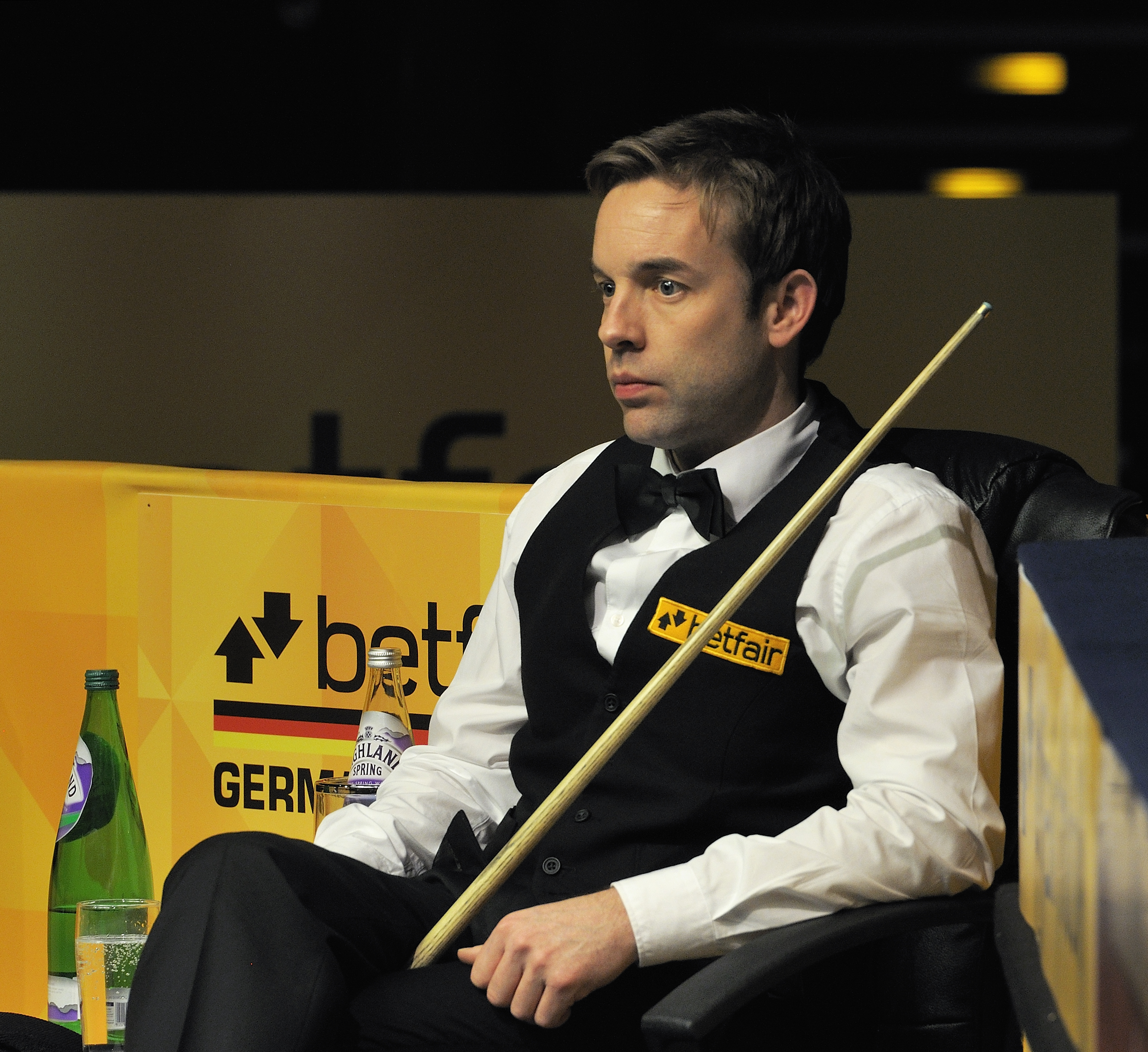
Ali Carter na German Masters 2013

Carter vyhrál svůj druhý bodovaný titul na Shanghai Masters, když ve finále porazil Jamie Burnetta 10-7. Tím si také zajistil účast do podzimní prestižní Premier League 2011. Kvůli zdravotním problémům spojenými s operací ohledně Crohnovy choroby nepřijel v listopadu 2010 do Prahy na Players Tour Championship 6 - Prague Open. Objevil se znovu na UK Championship, kde skončil v last 32 s Markem Joycem 9-6. Po novém roce se zúčastnil Masters, kde skončil v last 16 s Peterem Ebdonem 6-5, stejně tak jako na German Masters s Joem Perry 5-1. Na Welsh Open se probojoval do semifinále s Johnem Higginsem, které prohrál 6-2. Na China Open byl ve čtvrtfinále s Markem Selbym, kde ho Selby porazil 5-1. Na mistrovství světa skončil v last 16 s Graeme Dottem, který vyřadil Aliho 13-11. Sezónu zakončil jako světová dvojka, což je jeho zatím jeho nejvyšší umístění.

#### Sezóna 2011/2012
Ali Carter se probojoval na začátku sezóny do finále Wuxi Classic. Ve čtvrtfinále porazil Yu Delu 5-3, v semifinále Shauna Murphyho 6-3, ale ve finále prohrál s Markem Selbym 9-7. Po slabém výkonu na Australian Goldfields Open a Shanghai Masters, kde vypadl již v prvních kolech, na UK Championship skončil mezi last 16 po porážce od Marka Allena 6-2. Ali byl flustrovaný a přemýšlel o svém odchodu ze soutěží, když napsal po tomto zápase na Twitter:  „Chystám se do důchodu na konci sezóny. A už se nemůžu dočkat.“ Carterovi se nedařilo ani po novém roce, prohrál v prvním kole Masters  s  Graeme Dottem 6-3, také na German Masters s Joem Perrym 5-4 a na Welsh Open 4-3 se Stevem Davisem. Přidaly se opět zdravotní problémy a byl stažen z World Open v Číně. Ali pak dosáhl čtvrtfinále na China Open, kde prohrál s Dingem Junhui 5-2. Před začátkem mistrovství světa řekl, že jeho setrvání ve hře se bude odvíjet od jeho zdraví, neboť se potýkal již desátý rok s Crohnovou chorobou. Tři týdny před jeho startem na světovém šampionátu začal držet dietu. Zdálo se, že kladně ovlivnila jeho hru. Ali v prvním kole porazil Marka Davise 10-2. V last 16 zvítězil nad Juddem Trumpem 13-12, ve čtvrtfinále nad Jamie Jonesem 13-11 a v semifinále na něho čekal Stephen Maguire. Ali vyhrál nad Skotem 17-12 a podruhé postoupil do finále mistrovství světa. Tam na něj, stejně jako před čtyřmi lety, čekal Ronnie O'Sullivan. Ali ve finále prohrál 18-11. I přes účast ve finále mistrovství světa se Carter propadl o 11 míst a sezónu ukončil jako světová sedmnáctka.

#### Sezóna 2012/2013

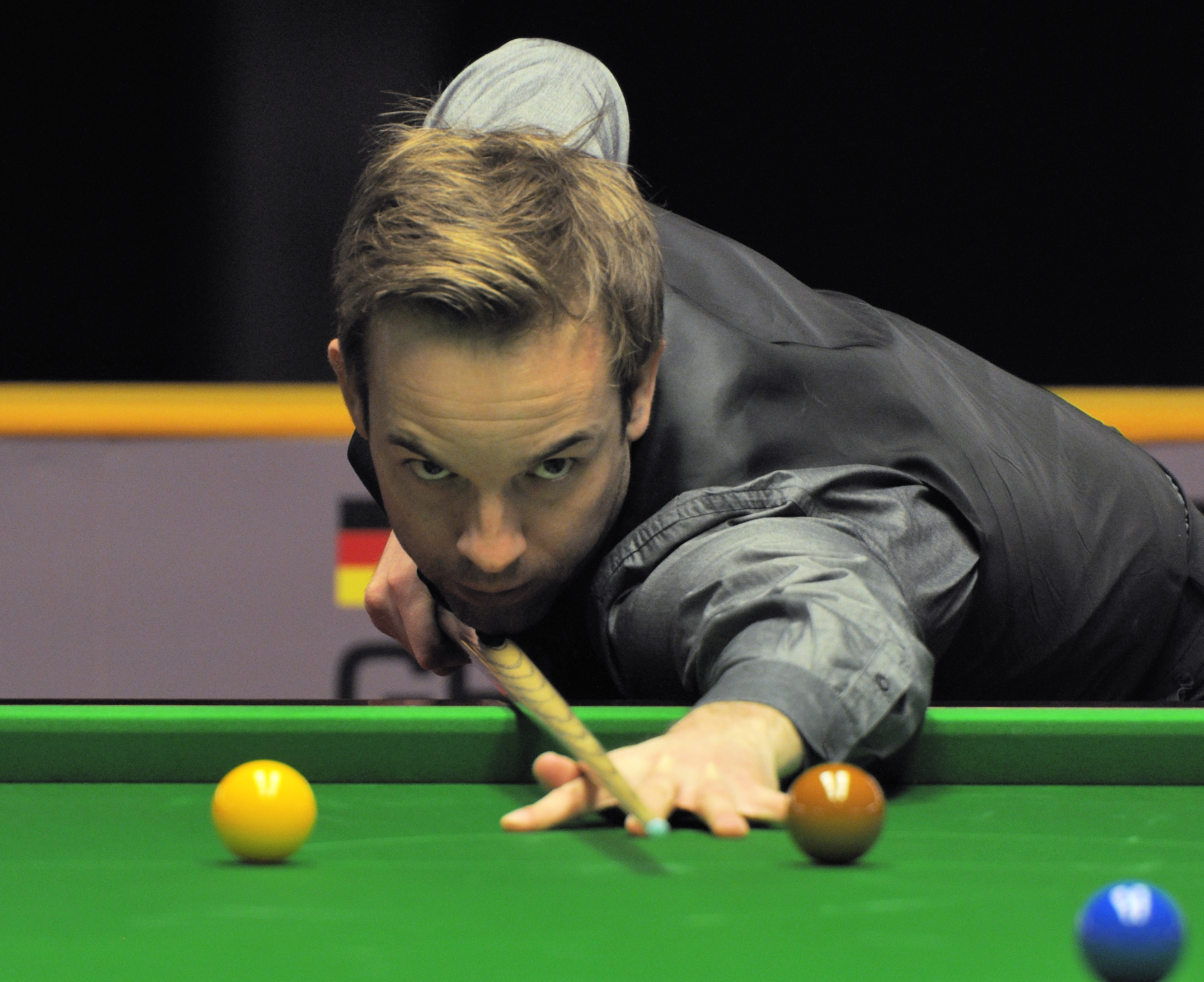
Ali Carter na German Masters 2014

Začátkem sezóny vypadl ALi v prvních kolech Wuxi Classic s Fergalem O'Brienem 5-3 a na Australian Open s Cao Yupengem 5-3. Ale dostal se do čtvrtfinále Players Tour Championship 1 (dále jen "PTC") a PTC 3 v Gloucesteru. Další čtvrtfinále dosáhl na Shanghai Masters s Johnem Higginsem, kde prohrál 5-3. Pak přišlo semifinále na PTC v Antverpách. Ali měl proti sobě Marka Selbyho, které prohrál 4-0. Na UK Championship se probojoval do dalšího semifinále. V prvním kole porazil Steva Davise 6-2, v last 16 Marka Joyce 6-2, ve čtvrtfinále Stuarta Binghama 6-4 a přišlo semifinále se Shaunem Murphym. Vedl již 8-4, ale Murphy srovnal na 8-8 a pak vyhrál i rozhodující frame na 9-8. Ali vypadl v prvním kole Masters s Johnem Higginsem 6-3. Úspěch se mu dostavil na German Masters, kde výhrou nad Rory McLeodem 5-0 , Fraserem Patrickem 5-3, Anthony Hamiltonem 5-2, ve čtvrtfinále nad Michaelem Holtem 5-2 a v semifinále nad Neilem Robertsonem se dostal do finále tohoto bodovaného turnaje v Berlíně. Carter získal třetí bodovaný titul ve své kariéře, když porazil ve finále Marca Fu 9-6. Na PTC Grand final skončil s Marcem Fu v last 16, stejně jako na China Open s Markem Williamsem 5-4 a na mistrovství světa s Ronniem O'Sullivanem 13-8. Ve světovém žebříčku zakončil sezónu na 16. místě.

#### Sezóna 2013/2014
Ali byl v last 16 na Wuxi Classic. V červnu byl diagnostikován s rakovinou varlat. Po operaci se vrátil již v srpnu k zelenému stolu a dostal se do semifinále European Tour 4 - Paul Hunter Classic v Německu, když ho vyřadil Gerard Greene 4-3. Po Shanghai Masters, kde skončil v druhém kole s Markem Davisem 5-2, byl nucen odstoupit z Indian Open a International Championship kvůli dalším zdravotním problémům. Vrátil se do soutěží na dvě PTC v Gloucesteru a v Antverpách. Na pozvánkovém turnaji Champion of Champions došel do čtvrtfinále. V prvním kole porazil Marka Allena 4-3 a ve čtvrtfinále prohrál s Neilem Robertsonem 6-5. Na UK Championship skončil v last 32. Ali byl nespokojený se stísněnými podmínkami v Barbican Theatre a s tím, že musel začínat jako hráč top 16 od prvního kola, se všemi 128 hráči, a případně k zisku titulu mít sedm vyhraných kol. Carter vypadl po UK Championship z top 16 a poprvé tak chyběl na Masters od roku 2006. Dosáhl však semifinále s Neilem Robertsonem na China Open, kde prohrál 6-2. Na mistrovství světa prošel prvním kolem, kdy porazil Xiao Guodonga 10-8, v druhém kole ho zastavil Mark Selby, se kterým Ali prohrál 13-9. Zklamaný Carter si stěžoval na Selbyho negativní způsob hry. Sezónu ukončil jako světová čtrnáctka.

#### Sezóna 2014/2015
Carter chyběl na začátku sezóny, protože mu byl diagnostikován zhoubný nádor na plíci. Musel se podrobit operaci a vrátil se do nebodovaného turnaje General Cup, který vyhrál, když porazil Shauna Murphyho ve finále 7-6. V říjnu oznámil World Snooker, že Carterovi podrží 13. místo ve světovém žebříčku po zbytek sezóny, než bude zase fit. Carter nastoupil do soutěží rychleji než se čekalo. Na UK Championship prohrál se Zhangem Andou 6-5. Na Masters  v prvním kole vyřadil Barry Hawkinse 6-1 a ve čtvrtfinále pak prohrál s Neilem Robertsonem 6-1. Na German Masters vypadl z prvního kola, ale na Welsh Open vyhrál nad Fraserem Patrickem 4-1, Markem Kingem 4-0, Matthewem Seltem 4-3 a v last 16 prohrál s Benem Woolastonem 4-2. Ali na mistrovství světa v prvním kole vyhrál nad Alanem McManusem 10-5 a v last 16 prohrál s Neilem Robertsonem 13-5. Sezónu ukončil na 29. místě světového žebříčku.

#### Sezóna 2015/2016
Carter se dostal do druhého kola Australian Goldfields Open, kde prohrál s Michaelem Whiteem těsně 4-5. Vyhrál svůj první malý bodovaný titul na European Tour 2 - Paul Hunter Classic ve Fürthu, když ve finále porazil Shauna Murphyho 4-3. Vedl již 3-1, ale Murphy vyrovnal na 3-3. V rozhodujícím framu to byl Carter, který drama vyhrál.

## Život mimo snooker
Ali Carter žije v Tiptree, je majitelem a provozovatelem snookerového klubu Chelmsford Snooker Centre. Jeho koníčkem je létání, úspěšně složil zkoušky a je držitelem pilotního průkazu. Přezdívá se mu "the Captain". S přítelkyní Sarah má syna Maxe, který se narodil 1. října 2009.
V roce 2003 byla u něho zjištěna Crohnova nemoc, kterou má pod kontrolou. 1. července 2013 mu byla diagnostikována rakovina varlat a hned druhý den podstoupil operaci. Ali oznámil na Twitteru, že operace dopadla dobře a v září už nastoupil do Shanghai Masters. V dubnu 2014 přemýšlel o půlroční pauze od snookeru. O měsíc později potvrdil World Snooker, že Ali byl diagnostikován s rakovinou plic a podrží mu 13. místo ve světovém žebříčku do jeho zotavení. Po operaci plíce se  Ali podrobil intenzivní chemoterapii. Výsledky kontrol jsou negativní a Ali se věnuje opět snookeru a létání.

## Úspěchy

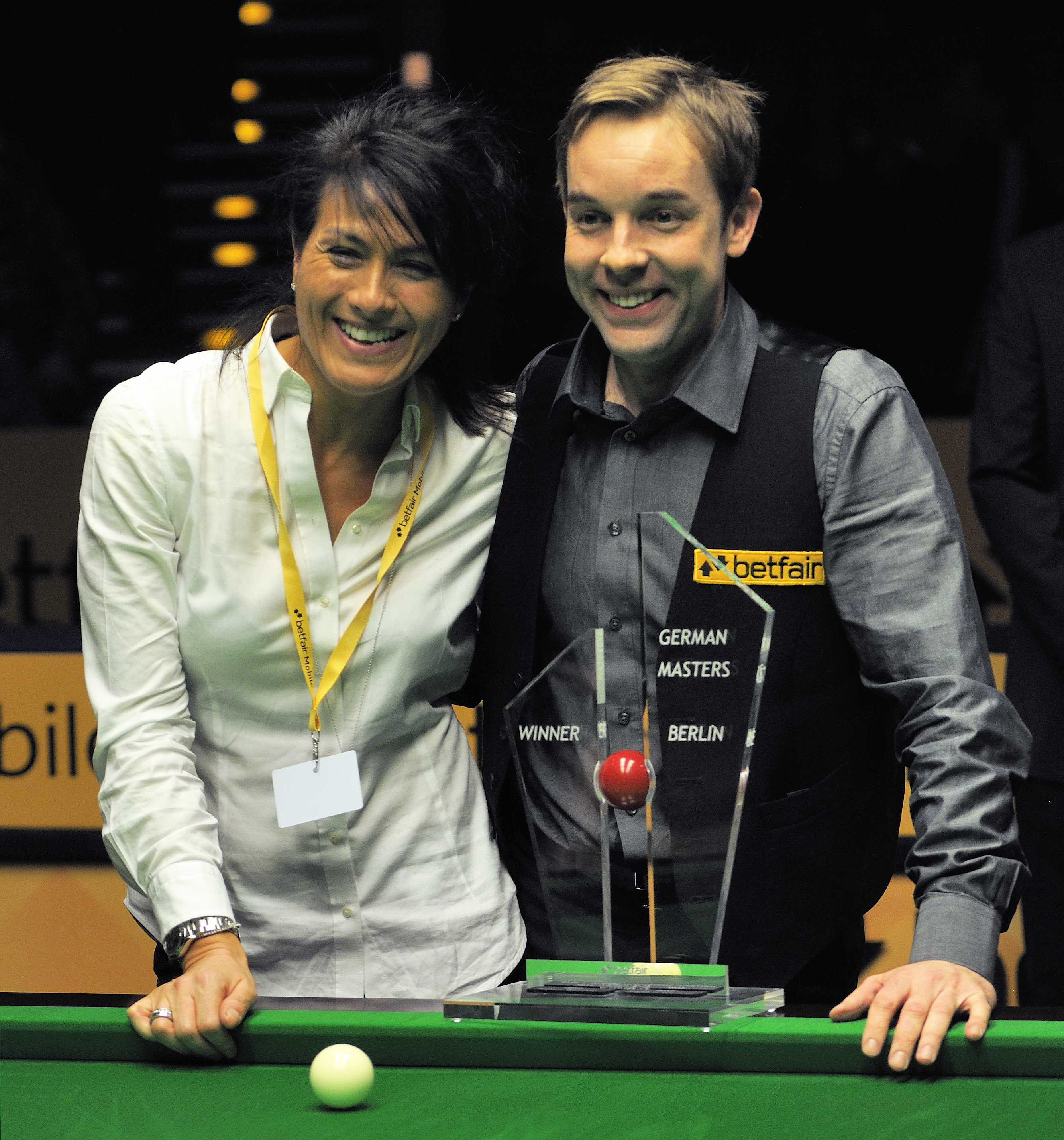
Allister Carter: German Masters 2013

### Výhry v bodovaném turnaji
- 2009 Welsh Open (Ali Carter 9-5 Joe Swail)
- 2010 Shanghai Masters (Ali Carter 10-7 Jamie Burnett)
- 2013 German Masters (Ali Carter 9-6 Marco Fu)

### Výhry v malém bodovaném turnaji
- 2015 Paul Hunter Classic (Ali Carter 4-3 Shaun Murphy)

### Výhry v nebodovaném turnaji
- 1999 Benson & Hedges Championship (Ali Carter 9-4 Simon Bedfor)
- 2008 Huangshan Cup (Ali Carter 5-3 Marco Fu)
- 2014 General Cup (Ali Carter 7-6 Shaun Murphy)

### Úspěchy podrobněji
- 1999 Grand Prix, semifinále
- 1999 Benson & Hedges Championship, vítěz
- 2007 Mistrovství světa ve snookeru, čtvrtfinále
- 2008 Mistrovství světa 2008, finále
- 2008 Huangshan Cup, vítěz
- 2008 Northern Ireland Trophy, semifinále
- 2008 UK Championship, semifinále
- 2009 Masters, čtvrtfinále
- 2009 Welsh Open, vítěz
- 2010 Welsh Open, finále
- 2010 Mistrovství světa, finále
- 2010 Shanghai Masters, vítěz
- 2011 Welsh Open, semifinále
- 2012 Mistrovství světa, finále
- 2012 PTC Antverpy, semifinále
- 2012 UK Championship, semifinále
- 2013 German Masters, vítěz
- 2013 European Tour 4, semifinále
- 2014 China Open, semifinále
- 2014 General Cup, vítěz